# Горбуновы (купеческий род)
Горбуновы — династия купцов и предпринимателей в Российской империи. Основателем первой фабрики принято считать Осипа Афанасьевича Горбунова. Изначально производство проходило в малых масштабах на ручных станках, но позже предприятие развивалось и производство шло на механических станках. После 1917 года имущество мануфактуры было национализировано.

## Предпринимательская деятельность

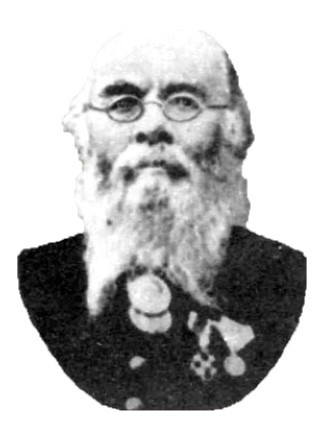
Горбунов Г. К.

Основателем фабрики Горбуновых считается Осип Афанасьевич Горбунов (1780—1845). Он был крестьянином и жил в селе Широкова Нерехтского уезда Костромской губернии. После того, как Осип Афанасьевич умер в 1845 году, управление фабрикой взяли на себя его сыновья: Климент Осипович и Андрей Осипович Горбунов. В 1859 году Климент Осипович умер и оставил в наследство своим детям 35 тысяч рублей. Фабрика перешла во владение к его сыновьям: Григорю, Максиму и Александру.
Изначально производство шло не массово, то есть Горбуновы сами работали на ручных станках у себя дома. Со временем у них получался качественный материал, и они отдавали его окрестным ткачам-кустарям, постепенно зарабатывая с этого деньги.
В их селе Киселёво (Нерехтский уезд, Костромская губерния), где собственно и шло производство, были построены клеилка и сновальные помещения; в них работы проходили исключительно ручным способом.
Постепенно в таком виде маленькое и домашнее предприятие становилось большой мануфактурой. В 1868 году производство достигало до 73 тысяч кусков, стоимостью примерно 330 тысяч рублей. Работа шла только в течение 6 месяцев, зимой и осенью. Всего на фабрике работало до 6000 семейств.
Григорий Климентьевич был старшим сыном Климента Осиповича, с 1859 по 1869 год фактически управлял мануфактурой.
Кроме продажи миткаля в суровом виде, его часть дарилась ситценабивным фабрикам в набивку под ситец, а позже выставлялась на продажу в Москве. Там имелся постоянный амбар. Помимо Москвы ситец продавался на отечественных ярмарках в Нижнем Новгороде, Симбирске и Ростове-на-Дону.
Горбуновы видели, что дело активно развивается, поэтому наконец решают устроить механическо-ткацкую фабрику на 112 станков. Она была основана в конце 1869 года в селе Киселёво.
На станках работало 150 человек, и за 12 месяцев было произведено всего 70 тысяч кусков на общую сумму 350 000 рублей. Фабрика работала 24 часа в сутки в три смены.
К 1872 году на фабрике было 392 станка и работало 500 человек.
По данным на 1872 год стоимость производства достигала 600 тысяч рублей.
Такой большой прирост производительности был связан с заменой производства ручного способа на механический. Паровая движущая сила ещё больше ускорила производство. Оборот в 1872 году увеличился в несколько раз.
Развитие и огромный прирост заставляют задуматься Горбуновых о том, чтобы реорганизовать дело. В 1872 году предприятие переформировывается в «Торговый дом братьев Григория, Александра и Максима Горбуновых».
К 1876 году оборот увеличился ещё сильнее и составлял 1,25 млн рублей. В 1879 году Горбуновы приобрели дополнительную механическо-ткацкую фабрику братьев Кучиных, которая находилась в Ковровском уезде Владимирской губернии возле села Колобова. В этой купленной фабрике было 428 механических станка. Ранее она сдавалась в аренду.
В 1882 году торговый дом был переформирован в паевое товарищество с капиталом 2 миллиона рублей. Такое решение было связано с большим увеличением оборота.
Большинство акций было у ближайших родственниках учредителей — Александра и Григория Климентьевичей Горбуновых.
После 1882 году у товарищества имелось 1464 механических станка на обеих фабриках. Ежегодно вырабатывалось около 649 тысяч миткаля, при рабочей силе в 2000 человек.
В 1892 году насчитывалось уже 1650 механических станков. На фабриках работало 2900 человек и годовой оборот достигал 3,8 миллиона рублей.
Примерно до 1892 года фабрика работала с миткалём из покупной пряжи.
Огромные налоги и переплаты заставили Горбуновых открыть свою собственную бумагопрядильную фабрику в 1892 году. Этим занялся Василий Александрович Горбунов, который заменил в 1889 году своего отца Александра Климентьевича.
Вскоре был основан новый корпус на 60 тысяч бумагопрядильных веретен, тогда как изначально было оборудовано только 25 000.
Время покупки веретен было выбрано своевременно, так как с начала 1892 года их цена уже пошла на повышение.
После 1917 года, как и многие другие мануфактуры, эти были национализированы.